# Сервийская и Козанская митрополия
Серви́йская и Коза́нская митропо́лия (греч. Ιερά Μητρόπολη Σερβίων και Κοζάνης) — епархия «Новых территорий» Элладской православной церкви, также соподчинённая Константинопольской православной церкви.

## История
Основанная в Козани, епископия действовала под названиями «Сервийская и Козанская» с 1745 по 1882 год. В 1882 году, во время правления епископа Евгения, актом Константинопольского Патриархата при Патриархе Иоакиме III епархия была возведена в Сервийскую и Козанскую митрополию, а епископ Евгений — в сан митрополита и стал митрополитом непосредственно под Константинопольским Патриархатом.
Этот режим зависимости Митрополии от Константинопольского Патриархата сохранялся с 1882 года до освобождения Македонии от турок.
В 1923 году, когда в город прибыли беженцы, Митрополичий дворец до 1925 года использовался как госпиталь и приемная.
Синодальным томасом 1928 года митрополия перешла под Элладскую православную церковь в числе епархий «Новых земель».
Во время немецкой оккупации (1941—1944) Митрополичий дворец был занят обосновавшейся в нем немецкой частью. Метрополия была разграблена немцами, и многие документы, а также ценный исторический архив документов и книг были уничтожены или утеряны.

## Епископы
- Михаил (1200)
- Иллирий (1219—1235)
- Леон (1235)
- Дамаскин
- Иаков (1347—1355)
- Гедеон (1376)
- Иаков	(1380)
- Симеон (около 1360)
- Феофан
- Кирилл
- Неофит
- Мелетий
- Патрикий (1580)
- Леонтий (1560—1566)
- Макарий (1566—1567)
- Иоасаф (1572—1584 и 1588—1594)
- Иоаким (1584—1587)
- Геронтий (1600)
- Иоанникий
- Мелетий (1646—1649)
- Феофан (1649)
- Иоасаф (1671)
- Дионисий (? — 1673)
- Григорий (1673—1677)
- Феоклит (1677)
- Григорий (1678—1687)
- Герман (1690)
- Рафаил (1699)
- Дионисий (1700—1715)
- Дамиан (1720)
- Иоанникий (1727—1729)
- Иаков	(1728—1730)
- Захария (1730—1734)
- Мелетий (Катакалу)	(1734—1745)
- Иеремия (1745)
- Мелетий (Катакалу) (1745—1752)
- Игнатий (Катакалу) (1752—1785)
- Феофил (Вериевс) (1785—1811)
- Дионисий II (1811—1815)
- Вениамин (Карипоглу) (1815—1849)
- Евгений (Патерас) (1849—1889)
- Константий (Матулопулос) (1889—1892)
- Герасим (Танталидис) (1892—1893)
- Григорий (Продрому) (1893—1894)
- Константий (Матулопулос) (1894—1910)
- Фотий (Маниатис) (5 августа 1910 — 14/27 марта 1923)
- Иоаким (Апостолидис) (14/27 марта 1923 — 17 апреля 1926)
- Евгений (Христодулу) (20 мая 1926 — 26 марта 1927)
- Иоаким (Апостолидис) (15 марта 1927 — 15 апреля 1945)
- Константин (Платис) (14 апреля 1945 — 12 июня 1975)
- Дионисий (Псарьянос) (19 ноября 1957 — 7 декабря 1997)
- Амвросий (Якалис) (11 октября 1998 — 4 февраля 2004)
- Павел (Папалексиу) (c 29 апреля 2004)

## Викарии
- Христофор (Ангелопулос), епископ Амфипольский (с 30 октября 2023)